# Metil-dihidrojazmonát
A metil-dihidrojazmonát aroma vegyület, illata a jázminéhoz hasonlít. Racém keveréke virág- és citrusillatú, az epimerizált keverék sűrű, zsíros virágillatú, mely már 15 milliárdod rész koncentrációban is felismerhető.

## Tulajdonságai
Forráspontja 0,2 Hgmm nyomáson 110 °C, törésmutatója 1,458 és 1,462 közötti (20,00 °C-on).

## Előfordulása
A természetben megtalálható a jázminolajban (Jasminum grandiflorum L.) és a fekete teában, valamint a dohányban és a dohányfüstben is előfordul.

## Fordítás
- Ez a szócikk részben vagy egészben  a   Methyl dihydrojasmonate című angol Wikipédia-szócikk ezen változatának fordításán alapul.  Az eredeti cikk szerkesztőit annak laptörténete sorolja fel. Ez a jelzés csupán a megfogalmazás eredetét és a szerzői jogokat jelzi, nem szolgál a cikkben szereplő információk forrásmegjelöléseként.
- Ez a szócikk részben vagy egészben  a   Methyldihydrojasmonat című német Wikipédia-szócikk ezen változatának fordításán alapul.  Az eredeti cikk szerkesztőit annak laptörténete sorolja fel. Ez a jelzés csupán a megfogalmazás eredetét és a szerzői jogokat jelzi, nem szolgál a cikkben szereplő információk forrásmegjelöléseként.